# Нікола Куляча
Нікола Куляча (16 серпня 1974) — сербський ватерполіст.
Медаліст Олімпійських Ігор 2000, 2004 років. Бронзовий медаліст Чемпіонату світу з водних видів спорту 1998, 2003 років.